# Tratado de Viterbo
El Tratado de Viterbo (o los Tratados de Viterbo) fue un par de acuerdos realizados por Carlos I de Sicilia con Balduino II de Constantinopla y Guillermo II de Villehardouin, príncipe de Acaya, el 27 de mayo de 1267, que transfirió la mayor parte de los derechos del Imperio latino de Balduino a Carlos.